# Сан Хосе, Бреча 124 ентре Км. 20 и 22 Норте (Рио Браво)
Сан Хосе, Бреча 124 ентре Км. 20 и 22 Норте (шп. San José, Brecha 124 entre Km. 20 y 22 Norte) насеље је у Мексику у савезној држави Тамаулипас у општини Рио Браво. Насеље се налази на надморској висини од 49 м.

## Становништво
Према подацима из 2005. године у насељу су живела 3 становника.

### Хронологија
| Година       | 2000       | 2005 |
| ------------ | ---------- | ---- |
| Становништво | 10 (5 / 5) | 3    |

### Попис
| # | Индикатор                        | Вредност |
| - | -------------------------------- | -------- |
| 1 | Укупно појединачних домаћинстава | 1        |